# Грачёв, Аким Герасимович
Аким Герасимович Грачёв (в наградном листе Грачёв Тимофей Прокофьевич, 22 сентября 1914, деревня Грибово ныне Чкаловского района Нижегородской области — 14 ноября 1993) — командир огневого взвода 24-го корпусного артиллерийского полка 7-й армии Северо-Западного фронта, младший лейтенант.

## Биография
Аким Герасимович Грачёв родился 22 сентября 1914 года в деревне Грибово ныне Чкаловского района Нижегородской области в крестьянской семье. Русский. Член ВКП(б)/КПСС с 1940. Образование начальное. Работал ветсанитаром в колхозе.
В Красной Армии с 1936 года. В 1939 году окончил курсы младших лейтенантов. Отличился в боях советско-финской войны 1939-40 годов.
Командир огневого взвода 24-го корпусного артиллерийского полка (7-й армия, Северо-Западный фронт) кандидат в члены ВКП(б) младший лейтенант Аким Грачёв 27 января 1940 года получил задачу разрушить дот на господствующей высоте. Несмотря на артиллерийский обстрел со стороны противника отважный офицер выдвинул 152-мм орудие на открытую позицию и подавил дот.
Указом Президиума Верховного Совета СССР от 21 марта 1940 года «за образцовое выполнение боевых заданий командования на фронте борьбы с финской белогвардейщиной и проявленные при этом отвагу и геройство» младшему лейтенанту Грачёву Акиму Герасимовичу присвоено звание Героя Советского Союза с вручением ордена Ленина и медали «Золотая Звезда» (№ 194).
На фронте в Великую Отечественную войну с сентября 1941, был командиром дивизиона реактивной артиллерии. В 1945 году окончил высшую артиллерийскую школу. До 1953 года подполковник Грачёв А. Г. продолжал службу в Советской Армии.
После увольнения в запас жил и работал в городе Чкаловск Горьковской (ныне Нижегородской) области. Умер 14 ноября 1993 года.

## Награды
- Медаль «Золотая Звезда» Героя Советского Союза № 194;
- ордена Ленина;
- орден Отечественной войны I-й степени;
- орден Красной Звезды;
- медали.